# Стурюман (община)
Община Стурюман (на шведски: Storumans kommun) е разположена в лен Вестерботен, северна Швеция с обща площ 8286 km2 и население 5954 души (към 31 декември 2013). Административен център на община Стурюман е едноименния град Стурюман.